# Platyzoa
Platyzoa, natkoljeno bilateralnih životinja iz infracarstva prvouste (Protostmonia), kojega je 1998. godine opisao engleski profesor evolucijske biologije Thomas Cavalier-Smith. 
Zbog svoje malene velićine, pljosnatog tijela ili parazitskog načina života predstavnici Platyzoa nemaju cirkulacijskog ni respiratornog sustava. Plošnjaci (Platyhelminthes) i Trbodlaci (Gastrotricha) su acoelomati, odnosno nemaju nemaju tjelesnu duplju, dok ostaka koljena Platyzoa imaju pseudocel.

## Koljena
Rouphozoa
1. Gastrotricha Metschnikoff, 1865 Trbodlaci[1]
2. Platyhelminthes plošnjaci[1]

Gnathifera
1. Acanthocephala Rudolphi, 1802 ili kukaši[1]
2. Cycliophora[1]
3. Gnathostomulida Sterrer, 1972[1]
4. Micrognathozoa,[1] mikroskopska vrsta otkrivena 1994 godine na otoku Disco kod Grenlanda koju su tek 2000 opisali R. M. Kristensen i P. Funch i nazvali ju Limnognathia maerski. Ovoj vrsti dodijeljeno je posebno koljeno Micrognathozoa, red Limnognathida i porodica Limnognathiidae koje su opisali isti autori 2000 godine.[2]
5. Rotifera Cuvier, 1817 kolnjaci[1]

možda Agnotozoa:
1. Orthonectida Giard, 1877;[1] ili Agnotozoa[3]
2. Rhombozoa van Beneden, 1876 ili Dicyemida;[1] ili Agnotozoa[3]